# Harry Hestad
Harry Asbjørn Hestad (Molde, 7 novembre 1944) è un allenatore di calcio ed ex calciatore norvegese, di ruolo attaccante.

## Biografia
Anche suo fratello Stein Olav Hestad sono stato calciatore professionista nel Molde, club di cui suo nipote Daniel Berg Hestad detiene il record di presenze.

## Carriera

### Giocatore

#### Club
Hestad cominciò la carriera con la maglia del Molde. Vestì poi la maglia degli olandesi dell'ADO Den Haag, assieme al connazionale Harald Berg. Tornò poi al Molde, dove chiuse la carriera.

#### Nazionale
Hestad giocò 31 incontri per la Norvegia, con 5 reti all'attivo. Esordì l'8 maggio 1969, nella sconfitta per 0-2 contro il Messico. Il 13 novembre dello stesso anno, arrivarono le prime marcature: segnò infatti una doppietta nel successo per 1-3 sul Guatemala.

### Allenatore
Hestad fu allenatore del Molde in tre circostanze distinte: la prima volta, nel 1969, fu nominato allenatore assieme a Torkild Brakstad, nonostante fosse ancora in attività; la seconda arrivò invece nel 1986, assieme ad Åge Hareide; la terza, ancora con Hairede, l'anno successivo. Nel 1985, fu il tecnico del Træff.